# Dzūkija

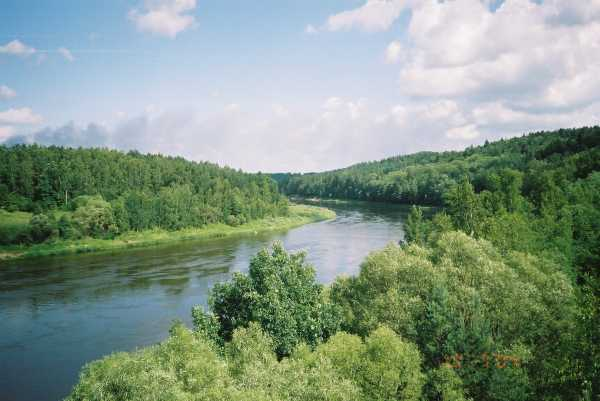
Die Memel in der Nähe von Alytus

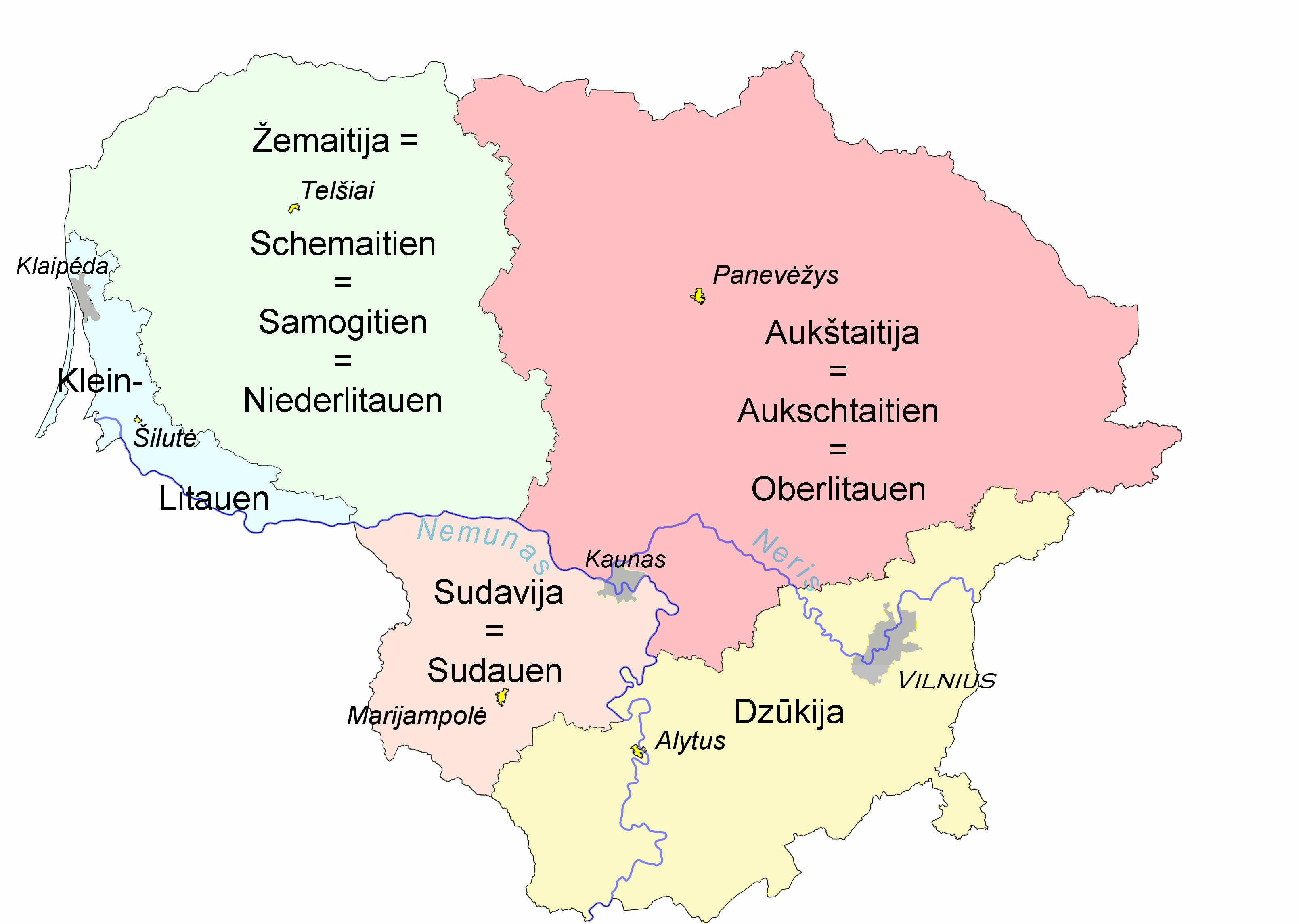
Historische Regionen Litauens

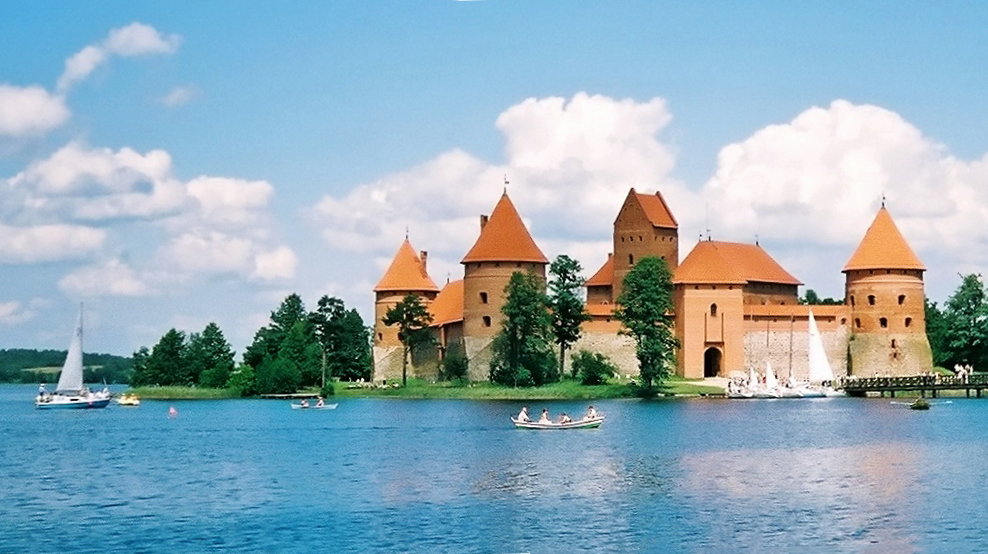
Burg Trakai

Dzūkija (veraltet auch Dajnawa, polnisch Dzukia) ist eine der fünf historischen Regionen Litauens. Sie ist die südlichste dieser Regionen und die einzige, für die es keine deutsche Bezeichnung gibt.
Von allen Regionen des heutigen Litauens war sie im Mittelalter am wenigsten der Expansion und den Angriffen des Deutschen Ordens ausgesetzt.
In Dzūkija wird die litauische Mundart Dzūkisch (Südaukštaitisch) gesprochen. Darüber hinaus lebt in der Region noch heute eine der größten polnischsprachigen Minderheiten außerhalb Polens, die in Teilen von Dzūkija bis zu 75 Prozent der Einwohner ausmacht.

## Lage
Dzūkija umfasst den Bezirk Alytus und den größten Teil des Bezirks Vilnius samt der Landeshauptstadt. Auch Trakai, der alte Sitz der litauischen Großfürsten, liegt in dieser Region.
Der Bezirk Vilnius grenzt ostwärts an Belarus und hat einen hohen Bevölkerungsanteil eingesessener Polen. Der dünn besiedelte Bezirk Alytus grenzt zwar an die Republik Polen, hat aber heute einen sehr geringen polnischen Bevölkerungsanteil. In beiden Bezirken leben auch eingesessene Belarussen.
Der Forst Dainava ist Bestandteil der Region.